# Peugeot 103
Il Peugeot 103 è un ciclomotore lanciato in Francia nel 1971 e prodotto da Peugeot. Più potente e confortevole del Peugeot 102 che sostituisce, è molto simile al Ciao dell'italiana Piaggio e in Francia ebbe analogo successo. Lo studio del motorino venne capitanato da Edmond Padovani.

## Caratteristiche tecniche
Il Peugeot 103 era dotato di un motore di 49,13 cm³ (alesaggio x corsa 40 x 39,1  millimetri) con velocità massima limitata a 45 km/h permettendo così di essere guidato senza patente. Andando avanti negli anni la Peugeot ne modificherà varie parti per rimanere adeguato alla concorrenza. Una caratteristica comune a tutte le versioni è la possibilità dell’utilizzo a pedali in assenza di carburante. 
Il 30 novembre 2006 la produzione nello storico stabilimento francese di Mandeure termina e la linea viene spostata in Cina nella fabbrica della joint venture Jinan Qingqi-Peugeot Motorcycle.
Nel 2012 la casa presenta una versione aggiornata denominata Peugeot Vogue mantenendo tuttavia l'impronta stilistica dei primi modelli ma adottando un motore a due tempi omologato Euro 4.
Nel maggio 2017 dopo 46 anni volge al termine la produzione.

## Kit aftermarket
Le case italiane della Polini e della Malossi si cimentano nella produzione di kit ad alte prestazioni per questo ciclomotore.